# Aguiño
Aguiño (llamada oficialmente Nosa Señora do Carme de Aguiño) es una parroquia y un lugar español del municipio de Ribeira, en la provincia de La Coruña, Galicia.

## Entidades de población
Entidades de población que forman parte de la parroquia:
- Aguiño
- Couso
- O Carreiro
- Os Castelos
- A Catía
- A Covasa
- A Cruz de Aguiño
- O Lagarto
- As Pedras Miúdas
- Penisqueira
- O Pinar de Martín
- Rascacú
- A Ribeira
- O Robalo
- A Tasca

## Despoblado
- Isla de Sálvora (Sálvora)

## Suprimidos
- Cerca (A Cerca)
- Listres
- Trasporto

## Demografía

### Parroquia
| Gráfica de evolución demográfica de Aguiño (parroquia) entre 2000 y 2019 |
|                                                                          |
| Datos según el nomenclátor publicado por el INE.                         |

### Lugar
| Gráfica de evolución demográfica de Aguiño (lugar) entre 2000 y 2019 |
|                                                                      |
| Datos según el nomenclátor publicado por el INE.                     |